# مارغريت غيلبرت
مارغريت غيلبرت (بالإنجليزية: Margaret Gilbert)‏ هي باحثة وفيلسوفة بريطانية، ولدت في 29 مارس 1942 في مورسلي في المملكة المتحدة.